# Mactra artensis
Mactra artensis is een tweekleppigensoort uit de familie van de Mactridae. De wetenschappelijke naam van de soort is voor het eerst geldig gepubliceerd in 1859 door Montrouzier Fischer.